# Orzeł bielik
| Orzeł bielik Bielik | Orzeł bielik Bielik |
| ------------------- | ------------------- |
| Metall:             | 99,99 % Au          |
| Rand:               | glatt               |
| Prägejahre:         | 1995 bis heute      |
| Vorderseite         |                     |
| Motiv:              | Wappen Polens       |
| Rückseite           |                     |
| Motiv:              | Seeadler            |

Der Orzeł bielik, oft kurz Bielik, ist eine polnische Münze aus Gold. Die Münze zählt zu den Anlagemünzen und wurde von der Polnischen Nationalbank erstmals im Jahr 1986 ausgegeben und gilt auch als offizielles Zahlungsmittel mit dem entsprechenden Nennwert. Alle Münzen tragen auf einer Seite das Wappen Polens als Motiv. Die Rückseiten zeigen den Seeadler (poln. Orzeł bielik), seit 2018 einen Adler (poln. Bielik).

## Geschichte
Der Orzeł bielik wurde auf Anordnung der Präsidentin der Polnischen Nationalbank Hanna Gronkiewicz-Waltz zum ersten Mal am 12. Juni 1995 geprägt. Er gehört zu den Anlagegoldmünzen, die nach der Richtlinie 2006/112/EG des Europäischen Rats gelistet sind. 2018 wurde das Design geändert und der Name auf Bielik verkürzt.

## Erhältliche Münzen
Folgende Münzen sind erhältlich.
| Größe     | Durchmesser | Gewicht   | Nennwert  | Prägejahre |
| --------- | ----------- | --------- | --------- | ---------- |
| 1⁄10 Unze | 18,0 mm     | 3,1210 g  | 50 Złoty  | ab 1995    |
| 1⁄4 Unze  | 22,0 mm     | 7,7760 g  | 100 Złoty | ab 1995    |
| 1⁄2 Unze  | 27,0 mm     | 15,5520 g | 200 Złoty | ab 1995    |
| 1 Unze    | 32,0 mm     | 31,1030 g | 500 Złoty | ab 1995    |